# Barzy-en-Thiérache
Barzy-en-Thiérache é uma comuna francesa na região administrativa de Altos da França, no departamento de Aisne. Estende-se por uma área de 7,63 km². Em 2010 a comuna tinha 329 habitantes (densidade: 43,1 hab./km²).